# Powiat stanisławowski (Galicja)
Powiat stanisławowski – dawny powiat kraju koronnego Królestwo Galicji i Lodomerii, istniejący w latach 1867–1918.
Siedzibą c.k. starostwa był Stanisławów. Powierzchnia powiatu w 1879 roku wynosiła 8,3676 mil kw. (481,47 km²), a ludność 75 852 osoby. Powiat liczył 75 osad, zorganizowanych w 62 gminy katastralne.
Na terenie powiatu działały 2 sądy powiatowe – w Stanisławowie i Haliczu.

## Starostowie powiatu
- Narcyz Pajączkowski (ok. 1867–1875)[1][2]
- Bronisław Łoś (1879)
- Edward Gorecki (1882)
- Władysław Chądzyński (1890, 1895)[3]
- Juliusz Prokopczyc (1900[4], podczas I wojny światowej[5]), radca dworu w 1900[4]
- Lucjan Zawistowski (1917)[6]

## Komisarze rządowi
- Michał Köhler (1871)
- Jan Hellman (1879)
- Władysław Machniewicz (1882, 1890)